# Mitromorpha gofasi
Mitromorpha gofasi é uma espécie de gastrópode do gênero Mitromorpha, pertencente a família Mitromorphidae.